# Josep Armengol i Carrera
Josep Armengol i Carrera (Ivars d'Urgell, 1947) és un agricultor i polític català, alcalde i senador de la Tercera Legislatura.
Militant del PSC-PSOE, ha estat alcalde d'Ivars d'Urgell de 1983 a 1991 i fou elegit senador per la província de Lleida a les eleccions generals espanyoles de 1986. Ha estat secretari primer de la Comissió d'Agricultura, Ramaderia i Pesca del Senat d'Espanya. Posteriorment ha estat membre del consell comarcal del Pla de l'Urgell i regidor d'Ivars d'Urgell, càrrec que va revalidar a les eleccions municipals espanyoles de 2011.